# Elementi del gruppo 16

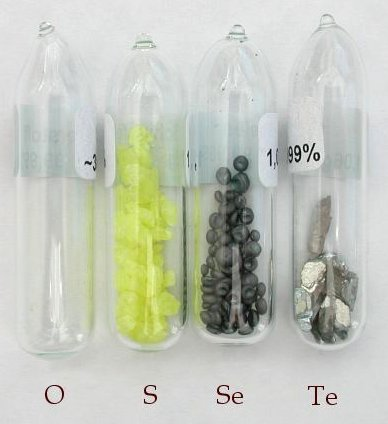
Campioni dei quattro calcogeni stabili in condizioni normali

Gli elementi del gruppo 16 della tavola periodica o elementi del gruppo dell'ossigeno sono: ossigeno (O), zolfo (S), selenio (Se), tellurio (Te), e polonio (Po, radioattivo). Anche il livermorio (Lv) appartiene al gruppo 16, ma ne è stato prodotto solo qualche atomo e le sue proprietà fondamentali sono ancora sconosciute.

## Descrizione
Nella nomenclatura chimica precedente il gruppo 16 era denominato VIB o VIA.  Questi elementi sono anche chiamati calcogeni, nome caduto in disuso nella lingua italiana, mentre in altre lingue è usato comunemente. L'origine del termine calcogeno è piuttosto oscuro, e sono state proposte varie etimologie. Il termine nasce dalla combinazione tra la parola greca khalkόs (χαλκός) seguita dalla radice greca ghen- (γεν-), che indica generazione. Khalkόs può significare rame, bronzo/ottone, qualsiasi metallo in senso poetico, minerale o moneta. Calcogeno potrebbe quindi significare generatore di ottone, generatore di minerali di rame, generatore di minerali. Di queste etimologie, solo generatore di minerali si adatta al contesto del gruppo 16 della tavola periodica, dato che quasi tutti i minerali importanti da cui si estraggono metalli sono ossidi o solfuri. Inoltre, più del 99% dei minerali comuni sono ossidi, solfuri, seleniuri o tellururi.
I calcogeni più leggeri nella forma elementare in genere non sono tossici e sono spesso essenziali per la vita, mentre i calcogeni più pesanti in genere sono tossici. Il selenio è un nutriente essenziale in piccola quantità (in media un uomo ne contiene 14 mg), ma per quantità maggiori diventa tossico. Il tellurio non ha ruoli biologici; in forma elementare è poco tossico ma produce alitosi e un odore corporale sgradevole; i suoi composti sono più tossici. Il polonio è estremamente pericoloso per la sua radioattività, che produce danni molto maggiori della sua tossicità.
L'ossigeno viene estratto dall'aria, che ne contiene circa il 21%. Lo zolfo si ottiene dalla desolforazione dei combustibili fossili petrolio e gas naturale. Selenio e tellurio si ricavano come sottoprodotti della raffinazione elettrolitica del rame. Polonio e livermorio si ottengono in genere da acceleratori di particelle. L'ossigeno è usato principalmente dall'industria siderurgica per la fabbricazione dell'acciaio. La maggior parte dello zolfo viene convertita in acido solforico, composto di primaria importanza nell'industria chimica. L'applicazione principale del selenio è nella fabbricazione del vetro. Il tellurio è usato in composti per dischi ottici, apparecchiature elettroniche e celle fotovoltaiche. Il polonio è usato in ricerche scientifiche come sorgente di particelle alfa.

## Proprietà
Alcune proprietà degli elementi del gruppo sono raccolte nella tabella successiva (il livermorio non è stato considerato).
| Elemento | Configurazione elettronica | Raggio covalente (pm) | Raggio ionico X2– (pm) | Punto di fusione (°C) | Punto di ebollizione (°C) | Densità (g cm−3) | Elettro- negatività |
| -------- | -------------------------- | --------------------- | ---------------------- | --------------------- | ------------------------- | ---------------- | ------------------- |
| O        | [He] 2s2 2p4               | 73                    | 140                    | –219                  | –183                      | 0,00143          | 3,4                 |
| S        | [Ne] 3s2 3p4               | 103                   | 184                    | 115                   | 445                       | 2,07 (α-S8)      | 2,6                 |
| Se       | [Ar] 3d10 4s2 4p4          | 117                   | 198                    | 221                   | 685                       | 4,19 (esagonale) | 2,6                 |
| Te       | [Kr] 4d10 5s2 5p4          | 135                   | 211                    | 451                   | 990                       | 6,25             | 2,1                 |
| Po       | [Xe] 4f14 5d10 6s2 6p4     | 140                   | -                      | 254                   | 962                       | 9,14 (α)         | 2,0                 |

## Reattività chimica e andamenti nel gruppo
In tutti gli elementi del gruppo 16 la configurazione elettronica del livello più esterno è ns2np4, e mancano quindi solo due elettroni per raggiungere la configurazione del gas nobile successivo. Gli stati di ossidazione più comuni sono –2 per l'ossigeno, e –2, +2, +4 e +6 per i congeneri più pesanti.
Scendendo lungo il gruppo cresce il carattere metallico dell'elemento. Ossigeno e zolfo sono non metalli isolanti, Se e Te sono semiconduttori, e Po è un metallo. Altre proprietà come le dimensioni e l'elettronegatività cambiano in modo sostanzialmente regolare, come atteso.
Analogamente a quanto si osserva nei gruppi 13-16, in generale le proprietà chimiche del primo elemento (ossigeno) sono notevolmente diverse dagli altri elementi del gruppo, mentre il secondo (zolfo) ha proprietà chimiche più simili ai congeneri più pesanti. Queste differenze possono essere razionalizzate con varie considerazioni:
- L'ossigeno può fare facilmente doppi legami di tipo pπ–pπ con sé stesso, con il carbonio e con l'azoto, come ad esempio nella molecola O2 o nei chetoni, R2C=O. I congeneri superiori hanno difficoltà a fare legami pπ–pπ, perché la maggior dimensione dell'atomo rende difficile la sovrapposizione tra orbitali p di atomi vicini. Questo impedimento diventa sempre maggiore scendendo lungo il gruppo. Tuttavia a partire dallo zolfo si possono utilizzare gli orbitali d per fare legami multipli dπ–pπ.
- A partire dallo zolfo gli orbitali d possono essere usati anche per espandere l'ottetto. Si possono così formare specie come SF6 e Te(OH)6. L'ossigeno invece può arrivare normalmente a tre legami covalenti, come ad esempio in H3O+.
- Zolfo e congeneri superiori hanno un'elettronegatività molto minore dell'ossigeno, e di conseguenza formano composti con un minore carattere ionico.
- Scendendo lungo il gruppo cala drasticamente l'importanza del legame a idrogeno. In condizioni normali H2S è un gas mentre H2O è liquida.
- Lo zolfo ha una grande tendenza alla catenazione, superato in questo solo dal carbonio. Per questo può formare composti che non hanno analoghi negli altri elementi del gruppo. Esempi sono gli ioni polisolfuro, Sn2–, gli ioni politionato, [O3S–Sn–SO3]2–, i polisolfani, HSnH, e i loro derivati.